# Yamakita
Yamakita (jap. 山北町 Yamakita-machi) – miasto w Japonii, na wyspie Honsiu, w prefekturze Kanagawa. Według danych na rok 2020 miejscowość zamieszkiwało 9 773 mieszkańców , a gęstość zaludnienia wyniosła 43,5 os./km².